# Convento de la Victoria (Sanlúcar de Barrameda)
El Convento de Nuestra Señora de la Victoria de Sanlúcar de Barrameda, comúnmente conocido como Convento de la Victoria, fue un convento de la Orden de los Mínimos situado en el municipio español de Sanlúcar de Barrameda, en la andaluza provincia de Cádiz. El edificio donde estaba forma parte del Conjunto histórico-artístico y de la Ciudad-convento de Sanlúcar de Barrameda.